# Simon Slåttvik
Simon Kaurin Slåttvik, né le 24 janvier 1917 et mort le 3 mai 2001, est un fondeur et coureur du combiné nordique norvégien.

## Biographie
Il est originaire de Valnesfjord , dans un cadre rural et est élevé dans des conditions modestes. Il y prend part à ses premières compétitions, avant de déménager à Mo i Rana, où il rejoint le club IL Stålkameratene.
Il gagne son premier titre national en 1947 (aussi titré en 1949 et 1951), mais n'est pas sélectionné pour les Jeux olympiques de 1948.
Aux Championnats du monde 1950, il remporte la médaille de bronze en combiné. Cette année, il s'impose au Festival de ski d'Holmenkollen.
Aux Jeux olympiques d'hiver de 1952, il est favori avec son ami Heikki Hasu, mais chute sur son premier saut. Il se rétablit bien sur les deux suivants, ce qui lui donne plus de 4 minutes d'avance sur le Finlandais, avant le ski de fond, où Hasu lui reprend que trois minutes. Slåttvik est ainsi champion olympique.
Il est cinquième aux Championnats du monde 1954 à 37 ans.

## Palmarès

### Jeux olympiques
| Épreuve / Édition | Oslo 1952 |
| Combiné nordique  | Or        |
| Ski de fond 18 km | 15e       |

Les Jeux olympiques comptent également comme championnats du monde sauf pour le combiné nordique.

### Championnats du monde
| Épreuve / Édition | Lake Placid 1950 | Falun 1954 |
| Combiné nordique  | Bronze           | 5e         |

## Distinction
En 1951, à la suite de sa troisième victoire à Holmenkollen, il est récompensé par la médaille Holmenkollen.